# 타데우시 쿠트셰바

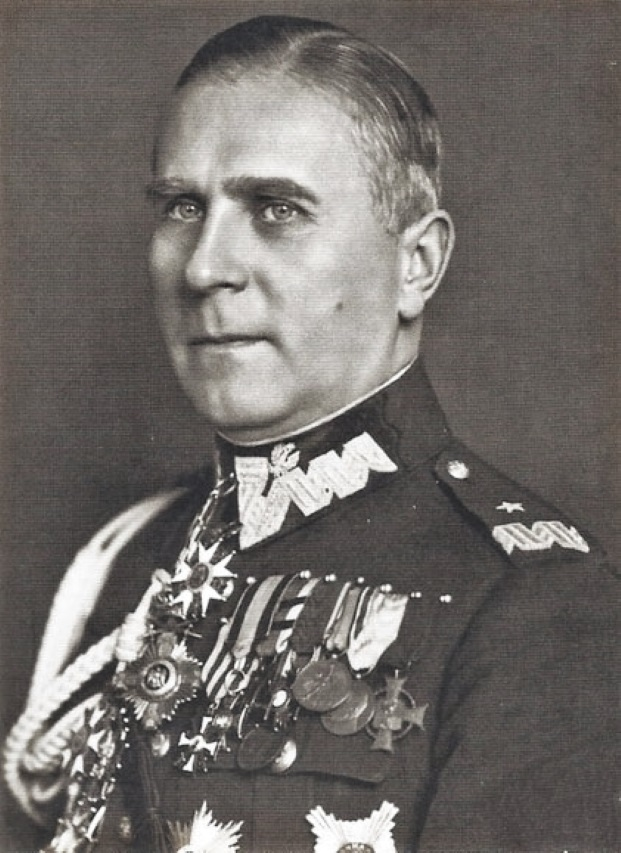
타데우시 쿠트셰바

타데우시 쿠트셰바(폴란드어: Tadeusz Kutrzeba, 1885년 4월 15일 ~ 1947년 1월 8일)는 제2차 세계대전에서 폴란드군으로 활약한 장군이다.